# Yuliya Borisova
 Yuliya Konstantinova Borisova  (Moscú, 17 de marzo de 1925-Moscú, 8 de agosto de 2023) fue una actriz y política rusa.

## Biografía
Hija de Serafima Borisova y Konstantin Borisov
Estudió en la Escuela de Teatro B.V. Shchukin, de la cual se graduó en 1947 a los veintidós años. En ese mismo año ingreso al Teatro Evgeny Vakhtangov el cual se convirtió en su segundo hogar por el resto de su vida. Perteneció al Soviet Supremo de Rusia desde 1963. Actuó en el Teatro Evgeny Vakhtangov durante más de sesenta años. Uno de los papeles más destacados que interpretó fue el de Nastasia Phillipovna en la adaptación cinematográfica de la novela El idiota de Dostoievski.

## Vida privada
Borisova contrajo matrimonio con Isai Spektor subdirector del teatro Vakhtangov, que falleció repentinamente cuando ella apenas tenía 35. Tuvo un hijo llamado Alexander Spektor. Borisova falleció el 8 de agosto de 2023 a los 98 años, en Moscú.

## Filmografía
- 1958, El idiota
- 1956, Mucho ruido y pocas nueces
- 1971, Princesa Turandot

## Premios
- 1960, Orden de la Bandera Roja del Trabajo.
- 1971 y 1985, Orden de Lenin.
- 1975, Orden de la Revolución de Octubre
- 1985, Héroe del Trabajo Socialista
- 1995, Premio Estatal de la Federación Rusa
- 1995, Orden al Mérito por la Patria III clase
- 2010, Orden al Mérito por la Patria, clase IV
- 2019, Orden al Mérito por la Patria 2ª clase